# 張保仔古道
張保仔古道是香港中西區的一條古道，現時大致可分為太平山段及龍虎山段。東部入口於位太平山山腰，舊山頂道與地利根德里交界處，在約海拔210米處成水平西行方向，貫通了克頓道、龍虎山至西高山的山徑，就是張保仔古道。傳說此古道由19世紀於香港一帶活躍的海盜張保仔開辟使用，因而得名。
受1972年六一八雨災影響，張保仔古道近寶珊道一段被山泥傾瀉而毀，當局不但未有將之修復，更在路段遺址興建克頓道配水庫，從此張保仔古道便分為不能相接的兩段。

## 站外鏈結
- 張保仔尋幽 （页面存档备份，存于）
- Hong Kong Hiking Web: 張保仔古道 （页面存档备份，存于）